# 土桥水库 (宜州)
土桥水库是中国广西壮族自治区河池市宜州市境内的一座水库，位于龙江支流土桥河上，建于1962年。水库正常库容为1760万立方米，集雨面积为134平方千米，海拔为230.05米。